# Трегуб Валентина
Валентина Трегуб (нар. 15 вересня 1977) — колишня українська плавчиня, який виступала в спринті вільним стилем.
Трегуб представляла Україну у двох естафетних змаганнях з плавання на літніх Олімпійських іграх 2000 року в Сіднеї. В перший день ігор, Трегуб брала участь разом з Надією Бешевлі, Оленою Лапуновою, і Ольгою Мукомол в естафеті 4×100 м вільним стилем.
Разом з Надією Бешевлі, Світланою Бондаренко та Оленою Грицюк взяла участь в комбінованій естафеті 4×100 м.